# Connexion (mathématiques)
Pour les articles homonymes, voir Connexion.

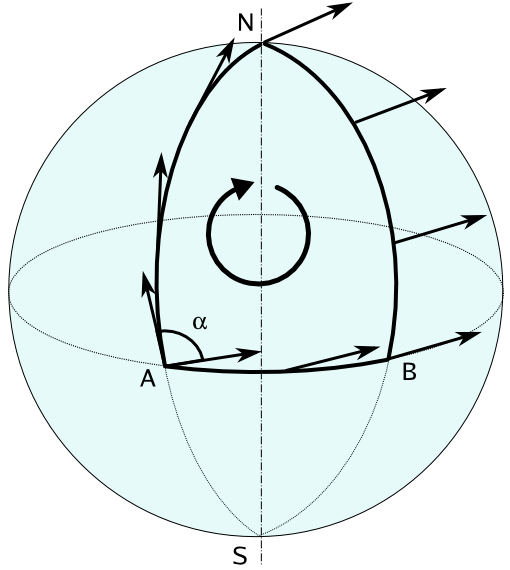
Transport parallèle sur une sphère

En géométrie différentielle, la connexion est un outil pour réaliser le transport parallèle. Il existe plusieurs présentations qui dépendent de l'utilisation faite. Cette notion a été développée au début des années 1920 par Élie Cartan et Hermann Weyl (avec comme cas particulier celle de connexion affine), puis reformulée en 1951 par Charles Ehresmann et Jean-Louis Koszul.

## Connexion de Koszul
La connexion de Koszul est un opérateur sur des espaces de sections. Elle a été introduite en 1951 par Koszul pour les fibrés vectoriels, et utilisée par Katsumi Nomizu en 1954.
Cet opérateur fait correspondre à toute section globale s d'un fibré vectoriel E de base B, et à tout champ de vecteurs X sur B, une section globale notée {\displaystyle \scriptstyle \nabla _{X}s} vérifiant :
1. L'application {\displaystyle \scriptstyle X\mapsto \nabla _{X}s} est {\displaystyle \scriptstyle C^{\infty }(M)}-linéaire ; autrement dit, pour toute fonction régulière {\displaystyle f}, on a :
{\displaystyle \nabla _{f\cdot X}s=f\cdot \nabla _{X}s}.
2. la relation de Leibniz :
{\displaystyle \nabla _{X}(f\cdot s)=df(X)\cdot s+f\cdot \nabla _{X}s}.

La relation de Leibniz démontre que la valeur de {\displaystyle \scriptstyle \nabla _{X}s} en un point b de B ne dépend que des variations de {\displaystyle s} au voisinage de b. La {\displaystyle \scriptstyle C^{\infty }(M)}-linéarité implique que cette valeur ne dépend que de {\displaystyle X(p)}. Intuitivement, la notion de connexion a pour but de généraliser aux variétés différentielles la notion de dérivée suivant un vecteur, la quantité {\displaystyle \nabla _{X}s} pouvant être interprétée comme la dérivée de s dans la direction X.

## Connexion d'Ehresmann
Les connexions d'Ehresmann sont des généralisations aux fibrés des connexions de Koszul. De façon plus précise, une
connexion d'Ehresmann sur E est un sous-fibré régulier H de TE, le fibré tangent de E.

## Connexion de Levi-Civita
Une métrique riemannienne g de classe {\displaystyle C^{k}} sur une variété différentielle M étant donnée,
il existe une unique connexion de Koszul ∇ sur {\displaystyle T_{x}M}, appelée connexion de Levi-Civita vérifiant les deux conditions :
1. ∇ est sans torsion : pour tous champs de vecteurs {\displaystyle X} et {\displaystyle Y},{\displaystyle \nabla _{X}Y-\nabla _{Y}X=[X,Y]} ;
2. {\displaystyle g} est parallèle : pour tous champs de vecteurs {\displaystyle X}, {\displaystyle Y} et {\displaystyle Z}, on a :

### Note
1. ↑  (en) Katsumi Nomizu, Invariant affine connections on homogeneous spaces, dans Amer. J. Math., vol. 76, 1954, p. 33-65